# 町田市立看護専門学校
町田市立看護専門学校（まちだしりつかんごせんもんがっこう）は、かつて東京都町田市にあった市立看護専門学校。卒業時に看護師国家試験の受験資格等が得られた。

## 概要
町田市立准看護学院及び町田市立高等看護学院を前身とし、町田市民病院の隣接地にあった。
跡施設は、市民病院医療従事者の24時間型院内保育施設「たけのこ保育室」として利用されている

卒業生の卒業証明書発行などの事務は、町田市民病院総務課で扱っている。

## 沿革
- 1967年（昭和42年）4月 - 町田市立准看護学院を開校 [4]
- 1974年（昭和49年）4月 - 町田市立高等看護学院（進学コース）を開設。新校舎を使用開始[5]。
- 1981年（昭和56年）4月 - 町田市立看護専門学校を開校
- 1984年（昭和59年）3月 - 町田市立准看護学院を閉校
- 2001年（平成13年）3月 - 町田市立看護専門学校を閉校
- 2010年（平成22年）4月 - 旧町田市立看護専門学校の校舎を改装し、町田市民病院職員用の保育施設「たけのこ保育室」を開設[6]